# 拉瓦锡夫妇
《拉瓦锡夫妇》（Portrait of Antoine-Laurent Lavoisier and his Wife）是法国化学家安托万-洛朗·德·拉瓦锡和妻子玛丽-安妮·皮埃尔特·保罗泽的双人肖像油画，由玛丽-安妮向法国艺术家雅克-路易·大卫订制，绘于1788年。现藏于纽约市大都会艺术博物馆。

## 历史
1788年12月16日，大卫为这幅肖像画收取了7000里弗的酬金。这幅画一直未能在巴黎沙龙举行公开展览，因为担心拉瓦锡这个与皇家宫廷和旧制度有联系的人物，可能会激起观众的反贵族情绪。
1836年，玛丽-安妮将这幅画留给了她的侄女查泽尔伯爵夫人，直到1924年，才由约翰·戴维森·洛克菲勒收购。1927年，洛克菲勒把这幅画给了洛克菲勒医学研究所。1977年，大都会艺术博物馆从该机构收购了这幅画。

## 描述
这是一幅布面油画，尺寸为 259.7 × 194.6 厘米。
画中，拉瓦锡夫妇的办公室，布置有木地板、仿大理石墙面，以及三根古典壁柱。在画面中心，这对夫妇面对着观众。玛丽-安妮站着，面向观众，她的服装是18世纪末的时尚 – 白色假发、带蕾丝衣领的白色连衣裙，以及蓝色织物腰带。她靠在丈夫的肩膀上，右手放在桌上。
安托万·拉瓦锡坐着，穿着黑色背心、长裤、长袜、扣鞋、带蕾丝领饰的白色衬衫，以及扑粉的假发。他的脸转向妻子，左臂放在桌子上，右手正用鹅毛笔写字。桌上铺着鲜红的天鹅绒，桌上放着纸、墨水瓶、几支鹅毛笔、气压表、玻璃罩，桌边的地板上有一个圆底烧瓶。桌子的左侧有一把椅子，上面放着一个画夹和一件黑色衣服。画夹符合夫人对绘画艺术的兴趣，强调左右之间的对称：拉瓦锡和他的科学仪器在画面的右侧，而夫人和她的画夹位于画面左侧。在大卫的画中，妻子的身体高于丈夫，这与18世纪后期的标准的夫妇肖像画相比，多少有些不太典型。
这幅画的签名在左下角：L DAVID, PARISIIS ANNO, 1788。